# Лапчатка средняя
Лапча́тка сре́дняя, или промежу́точная (лат. Potentílla intermédia) — как правило, многолетнее травянистое растение, вид рода Лапчатка (Potentilla) семейства Розовые (Rosaceae). Встречается также как Лапчатка Хайденрайха по устаревшему синонимичному названию лат. Potentilla heidenreichii.
В настоящее время рассматривается как гибридогенный таксон Potentilla × intermedia, возникший в результате естественного скрещивания лапчатки норвежской (Potentilla norvegica) и лапчатки серебристой (Potentilla argentea).

## Ботаническое описание
Многолетнее, реже двулетнее травянистое растение с утолщённым каудексом. Стебли дуговидно приподнимающиеся, до 20—50 см высотой, в верхней половине ветвящиеся, густо облиственные, крепкие. К цветению сохраняется развитая прикорневая розетка листьев. Железистое и войлочное опушения отсутствуют, имеются только мягкие волоски — короткие курчавые и длинные простые.
Листья пальчато-сложные, прикорневые и нижние стеблевые пятерные, верхние стеблевые — тройчатые; с сидячими обратнояйцевидными или удлинённо обратнояйцевидными листочками, по всему краю с обычно неравными тупыми или островатыми зубцами, покрыты густым мягким опушением с обеих сторон. Прилистники стеблевых листьев широкояйцевидные, по наружному краю зубчатые.
Цветки многочисленные, в густом облиственном щитковидном соцветии. Наружные чашелистики уже и короче внутренних. Лепестки бледно-жёлтого цвета, в числе пяти, округлой или обратнояйцевидной формы, на верхушке обычно с неглубокой выемкой, примерно равны чашечке. Тычинок 20, с короткими нитями.
Плод — семянка эллиптической формы, мелко морщинистая, сплюснутая с боков, 1—1,2 × 0,7—0,8 мм.
Диплоидные числа хромосом — 2n = 28, 42, 56.

## Распространение и экология
Распространена от Средней Европы до Западной Сибири, также интродуцирована в Северную Америку.
Регулярно встречается в местах совместного произрастания лапчатки норвежской и лапчатки серебристой, обычна в населённых пунктах, в парках, по окраинам полей.

## Таксономия
- Potentilla intermedia  L., 1767, Mant. Pl. 1: 76

Действительное описание (диагноз) Potentilla intermedia было опубликовано в книге Mantissa plantarum (1767) Карла Линнея: Potentilla foliis radicalibus guinatis, caulinis ternatis, caule erectiusculo ramosissimo — «лапчатка с пятерными прикорневыми и тройчатыми стеблевыми листьями, с приподнимающимся сильно ветвистым стеблем». Линней считал вид промежуточным между Potentilla argentea и Potentilla norvegica. В настоящее время некоторыми систематиками считается гибридогенным видом, образующимся в местах пересечения их ареалов и сохраняющимся в результате апомиксиса.
Вид описан «из Швейцарии».
Вид Лапчатка средняя относится к роду Лапчатка (Potentilla) семейства Розовые (Rosaceae) порядка Розоцветные (Rosales), последовательно входящего в более крупные клады Фабиды → Розиды → Суперрозиды → Эвдикоты → Цветковые растения. Таксономическая схема в соответствии с Системой APG IV по состоянию на июнь 2024 года:
|  |                          |  |                                   |                                   |                   |  | еще 8 семейств | еще 8 семейств |                      |  |  |  | еще 551 подтвержденный вид и 925 видов, ожидающих подтверждения |
|  |                          |  |                                   |                                   |                   |  | еще 8 семейств | еще 8 семейств |                      |  |  |  | еще 551 подтвержденный вид и 925 видов, ожидающих подтверждения |
|  |                          |  |                                   | порядок Розоцветные               |                   |  |                |                | род Лапчатка         |  |  |  |                                                                 |
|  |                          |  |                                   | порядок Розоцветные               |                   |  |                |                | род Лапчатка         |  |  |  |                                                                 |
|  | клада Цветковые растения |  |                                   |                                   | семейство Розовые |  |                |                | вид Лапчатка средняя |  |  |  |                                                                 |
|  | клада Цветковые растения |  |                                   |                                   | семейство Розовые |  |                |                |                      |  |  |  |                                                                 |
|  |                          |  | ещё 63 порядка цветковых растений | ещё 63 порядка цветковых растений |                   |  |                | еще 116 родов  | еще 116 родов        |  |  |  |                                                                 |
|  |                          |  |                                   | ещё 63 порядка цветковых растений |                   |  |                |                | еще 116 родов        |  |  |  |                                                                 |

### Синонимы
- Potentilla diffusa Rchb.
- Potentilla digitato-flabellata A.Braun & C.D.Bouché
- Potentilla heidenreichii Zimmeter
- Potentilla intermedia f. autumnalis Petunn.
- Potentilla intermedia subsp. heidenreichii (Zimmeter) Tzvelev
- Potentilla intermedia unr. campestris Fr.
- Potentilla intermedia var. canescens (Besser) Rupr.
- Potentilla intermedia var. composita Rupr.
- Potentilla intermedia var. heidenreichii (Zimmeter) Focke
- Potentilla intermedia var. tambowensis Th.Wolf
- Potentilla intermedia var. typica Rupr.
- Potentilla norvegica var. varians Th.Wolf
- Potentilla ruthenica Steud.
- Potentilla varians Moench
- Potentilla visurgina Weihe ex Rchb.